# 寄生虫病
寄身蟲疾病，是由於因寄生虫寄生後所引發的疾病，於衛生條件較差的地區較常發生，特別是熱帶地區。常見的寄生蟲病包括蛔蟲病、蟯蟲病、瘧疾。